# Лінден (містечко, Вісконсин)
Лінден (англ. Linden) — місто (англ. town) в США, в окрузі Айова штату Вісконсин. Населення — 755 осіб (2020).

## Демографія
Згідно з переписом 2010 року, у місті мешкало 847 осіб у 308 домогосподарствах у складі 207 родин. Було 332 помешкання
Расовий склад населення:
| - 97,3 % — білих - 0,2 % — азіатів - 0,1 % — корінних американців - 1,1 % — осіб інших рас |

До двох чи більше рас належало 1,3 %. Частка іспаномовних становила 2,2 % від усіх жителів.
За віковим діапазоном населення розподілялося таким чином: 22,3 % — особи молодші 18 років, 56,7 % — особи у віці 18—64 років, 21,0 % — особи у віці 65 років та старші. Медіана віку мешканця становила 46,6 року. На 100 осіб жіночої статі у місті припадало 105,6 чоловіків;  на 100 жінок у віці від 18 років та старших — 106,3 чоловіків також старших 18 років.
Середній дохід на одне домашнє господарство  становив 93 778 доларів США (медіана — 63 021), а середній дохід на одну сім'ю — 103 566 доларів (медіана — 57 083). Медіана доходів становила 45 833 долари для чоловіків та 31 375 доларів для жінок. За межею бідності перебувало 5,7 % осіб, у тому числі 6,3 % дітей у віці до 18 років та 3,6 % осіб у віці 65 років та старших.
Цивільне працевлаштоване населення становило 398 осіб. Основні галузі зайнятості: освіта, охорона здоров'я та соціальна допомога — 22,9 %, роздрібна торгівля — 21,4 %, виробництво — 14,8 %, будівництво — 11,1 %.